# 関西空港交通

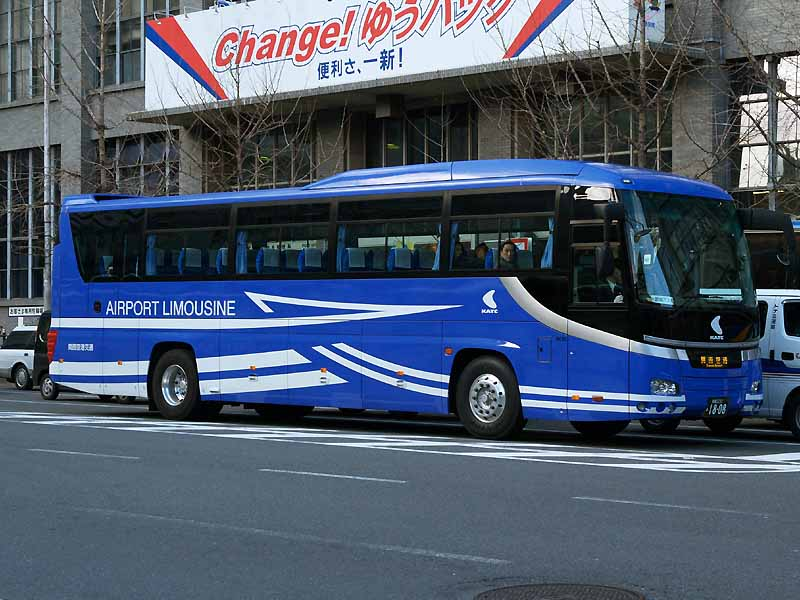
路線車

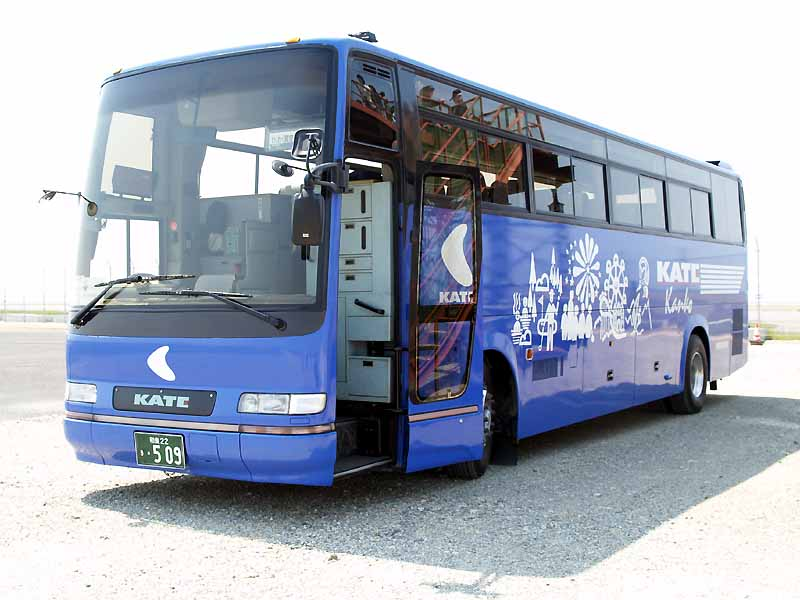
貸切車

関西空港交通株式会社（かんさいくうこうこうつう）は、南海電鉄グループのバス会社で、主に関西国際空港と近畿圏、中国・四国地方を結ぶリムジンバス、貸切バスを運行している。

## 概要
1991年4月に南海電気鉄道と当時の日本大手航空会社の3社（日本航空、全日本空輸、日本エアシステム）の出資により設立。1994年9月の関西国際空港開港に伴い、運行を開始した。英訳名はKansai Airport Transportation Enterprise Co., Ltd.で、その略称からKATE（ケイト）と呼ばれている。近畿地方の他、中国・四国地方へも運行される。なお、2010年度には日本航空インターナショナルが、2014年度にはANAホールディングスが保有していた株式を南海電鉄に譲渡したため、南海電鉄の完全子会社となった。2022年度より南海バスが100%の株式を保有している。
リムジンバス運賃は1994年の開港以来据え置かれて来たが、後の燃料費高騰や関空利用者の減少などから、2009年2月1日より一部を除く各路線の運賃が値上げされた（USJ線は3月1日より値上げ）。その後は適宜運賃の改定が行われている。
一方、21世紀突入後にPeach Aviationを初めとする格安航空会社の就航が開始されたことにより、早朝・深夜時間帯に関空を発着する便が増加しており、これを背景にしてリムジンバスにおける深夜・早朝便の新設などに積極的に取り組むようになってきている。そして2015年7月1日、関空から大阪駅前に向かう便について、日本初となるリムジンバス24時間運行を実現させた。この実現には、関空側からの運行要請も背景にあるとされている。

## 事業所
- 本社・りんくう営業所 大阪府泉佐野市りんくう往来北2-12
- 空港運行事業所 大阪府泉南郡田尻町泉州空港中1

## 路線
- 全路線、関西国際空港第1ターミナルまたは第2ターミナル発着。第1ターミナルでは出発は1階、到着は4階となる。
- 方面の後の（括弧内）は共同運行会社。
- ×マークの路線は、交通系ICカードが使えない路線
- △マークの路線は、共同運行会社（2社以上の場合、少なくとも1社）の便で交通系ICカードが使えない路線

### 大阪市内発着
- 大阪駅方面（阪急観光バス・阪神バス）
  - 大阪駅前（新阪急ホテル、ハービス大阪）、ホテル阪急レスパイア大阪（ヨドバシ梅田タワー）、堂島（カンデオホテルズ大阪ザ・タワー）
  - 新型コロナウイルス感染症の流行以前は、大阪駅前行き便に限り24時間運行を行っていた。また、2019年12月時点では茶屋町・新梅田シティ・新大阪・千里ニュータウン（桃山台）・千里中央に乗り入れていた。

- 近鉄上本町・心斎橋方面（近鉄バス）
  - 近鉄上本町（シェラトン都ホテル大阪）、心斎橋（ホテル日航大阪）

- △日本橋・大阪城方面 （大阪バス・近鉄バス）
  - DOTON PLAZA大阪、ホテルニューオータニ大阪、帝国ホテル大阪
    - 路線系統名は変わっていないが、2020年の運休前から一部ルートを変更し、日本橋駅や黒門市場は経由しなくなった。

- △なんば方面（日本交通）
  - 大阪シティエアターミナル（OCAT）
    - OCATシャトルも参照のこと。

- 南港・天保山（海遊館）・USJ方面（近鉄バス・阪神バス）
  - 南港フェリーターミナル【休止中】、ポートタウン東、グランドプリンスホテル大阪ベイ・星野リゾート リゾナーレ大阪、天保山（海遊館）、ユニバーサル・スタジオ・ジャパン、ユニバーサル・シティウォーク大阪（ホテル近鉄ユニバーサル・シティ）、リーベルホテル　エントランス（JR桜島駅前）

### 大阪府発着
※大阪市内は上記参照
- 大阪空港・蛍池方面（阪急観光バス）
  - 大阪国際空港、蛍池駅

- スカイシャトル（関西空港交通の単独運行）
  - りんくうプレミアム・アウトレット
- ワシントンホテル・りんくうタウン駅（関西空港交通の単独運行）
  - りんくうタウン駅前、ワシントンホテル（関西空港行きのみの運行）

### 京都府発着
- 京都方面（阪急観光バス・京阪バス）
  - 高速京田辺、京都駅八条口

### 兵庫県発着
- 神戸三宮・六甲アイランド方面（阪急観光バス・阪神バス）
  - 神戸三宮、六甲アイランド（神戸ベイシェラトン）

- 尼崎方面（阪神バス）
  - 阪神尼崎駅、JR尼崎駅

- 西宮方面（阪急観光バス・阪神バス）
  - 阪神西宮駅、JR西宮駅、阪急西宮北口駅

- 加古川・姫路方面（神姫バス・南海バス）【2024年12月1日から関西空港交通・南海バスが運行に復帰[9]】
  - 加古川駅、姫路駅

### 奈良県発着
- 奈良方面（奈良交通）
  - 第二阪奈生駒、大和西大寺駅南口、奈良県コンベンションセンター、JR奈良駅（関西空港行最終便以外）
  - 天理（櫟本）、奈良ホテル、近鉄奈良駅、JR奈良駅（関西空港行最終便のみ）

### 和歌山県発着
- 和歌山方面（和歌山バス）
  - JR和歌山駅、三木町新通、公園前、市役所前、県庁前、日赤医療センター前、堀止、西高松、和歌浦口

### 岡山県・徳島県・香川県発着
- ×淡路・鳴門・徳島方面（徳島バス・南海バス・本四海峡バス）（2024年3月16日より運行再開）[10]
  - 淡路IC、東浦IC、津名一宮IC、洲本IC、志知、鳴門公園口、高速鳴門、松茂、徳島駅

### 長期運休中の路線
下記路線は2020年の新型コロナウイルス流行以降運休中となっている。
- あべの橋（天王寺）方面（近鉄バス）
  - あべのハルカス

- 南海なんば駅方面（関西空港交通の単独運行）
  - 南海なんば駅
    - 深夜バスとして、関西空港発のみ運行される。また運賃は他の時間帯に運行されるなんば（OCAT）線より高い。

- △天満橋方面 （大阪シティバス）
  - 大阪城公園駅、大阪ビジネスパーク、天満橋駅
    - 京阪バスは2024年6月18日に同路線の廃止を明らかにした[11]。

- 茨木方面（近鉄バス）
  - 阪急茨木東口、JR茨木東口

- △東大阪方面（大阪バス・近鉄バス）
  - 長田駅、布施駅

- 近鉄学園前・学研都市方面（奈良交通）
  - 第二阪奈生駒、藤の木台四丁目、近鉄学園前駅、学研奈良登美ヶ丘駅、学研けいはんなプラザ

- 大和八木方面（奈良交通）
  - 高田市駅、大和八木駅、桜井駅北口

- 岡山方面（南海バス・両備バス）
  - 山陽インター、岡山インター、岡山駅

- ×高松方面（四国高速バス・JR四国バス・南海バス）
  - 高速大内、高速津田、高速志度、高松中央インターバスターミナル、ゆめタウン高松、高松駅

以下の路線は2022年まで秋に運行されていた。
- ×高野山方面（関西空港交通の単独運行）
  - 第2ターミナル、第1ターミナル、泉佐野駅前 ⇔ 大門南駐車場、高野山（奥の院前）

以下の路線は2024年6月1日より一時運休となっている。
- △寝屋川・枚方・くずは方面（京阪バス）
  - 寝屋川市駅、枚方市、京阪くずは

### 過去の路線
- 彦根方面（近江鉄道）
  - 浜大津、大津プリンスホテル前、草津駅前、八日市営業所、彦根駅前、彦根プリンスホテル前
  - 近江鉄道の単独運行となったのち、2002年4月20日の最終運行をもって廃止された[12]。
- 津山方面（南海バス、神姫バス）
  - 東条、滝野社IC、北条、山崎IC、美作IC、津山IC、 津山駅
  - 2011年7月15日に運行開始[13]。2012年5月15日をもって休止[14]。
- 名古屋方面（南海バス）
  - 名鉄バスセンター
  - 2013年11月1日運行開始[15]。2015年3月31日をもって廃止[16]。
- 白浜温泉・新宮方面（熊野交通）
  - 海南、御坊、南部、田辺、白浜温泉、串本役場前、太地駅、勝浦温泉、新宮（一部停留所のみ記載）[17][18]
  - 1996年9月5日運行開始[19]。廃止直前には白浜温泉発着2往復、新宮発着1往復の計3往復を運行。新宮発着は所要時間が約5時間15分と非常に長かった[17]。
  - 2000年3月1日に新宮発着便が休止され、関西空港交通の単独運行となった[20]。その後、白浜発着便も2002年10月1日に休止された[18]。
- 守口方面（京阪バス）
  - 大日、パナソニック前、京阪守口市駅
  - 2020年4月1日の天満橋乗り入れ再開に伴う再編で直行便は廃止され、天満橋乗り入れ便のうち2往復が守口市駅まで延伸（大日、パナソニック前停留所は廃止）する形となった。またその全便が京阪バス担当となった[21]。2021年2月1日より天満橋系統自体が運休となり[22]、2022年4月に京阪守口市駅停留所が廃止された[23]。

### 乗継割引
以下の路線同士を太字停留所にて当日に乗り継ぐ場合、出発地にて乗継割引乗車券を購入できる。
- 和歌山方面 - 関西国際空港 [24]- 京都方面[25]・神戸三宮方面[26][27]・大阪国際空港方面[28]
- 関西国際空港[29] - なんば(OCAT) - 岡山方面(直行バス運休中)[30]
- 関西国際空港 [31]- 大阪駅前[32][33][34]- 福井市方面(2024年12月21日乗継乗車券廃止[35])・松山市方面[36]・高知市方面[37]
  - 大阪 - 福井方面は阪急観光バス・京福バス・福井鉄道が運行(2023年3月1日から2024年12月20日まで運休)。大阪 - 松山方面は阪急観光バス・伊予鉄バスが運行。大阪 - 高知方面は阪急観光バス・とさでん交通が運行。
- 関西国際空港[38]- 神戸三宮 [39][40][41][42][43]- 淡路方面・徳島方面(直行バス(本数少)あり)・高松方面(直行バス運休中)[44]

### 乗車カード
PiTaPa・ICOCAは、関西国際空港発着の以下の便で利用できる。また、交通系ICカード全国相互利用サービスにも対応している。
- 全便で利用可能（共同運行会社が運行する便を含む）
  - 大阪駅前線、上本町線、天王寺線、南港・天保山線、大阪空港線、茨木線、京都線、神戸三宮線、西宮線、尼崎線、姫路・加古川線、大和八木線、奈良線、近鉄学園前線、和歌山線、岡山線、スカイシャトル線
- 一部の便で利用可能（共同運行会社が運行する便では利用不可）
  - なんば（OCAT）線、天満橋線、大阪城・日本橋線（近鉄バス運行便も利用可）、寝屋川・枚方・くずは線、東大阪線（近鉄バス運行便も利用可）

## 車両
- 日野自動車・三菱ふそう・日産ディーゼル（現・UDトラックス）の大型ハイデッカー車が中心である（UD車は富士重工業製、西日本車体工業製両方を採用）。空港旅客のため大型のトランクルームを備えた車両としている。全車両にトイレを設置する。1994年の運行開始当時は、3列シート（1-2人掛け）としたものが採用されたが定員確保のため4列シート化された。車体の塗装は開業時から採用されて続けているが、以前は共同運行の近鉄バスや和歌山バス、大阪市営バス（1996年から1999年までOCAT線を運行）も同一塗装としていた。
  - 近鉄バスから同グループの防長交通に移籍して高速バスで使用されている車両には、関西空港交通と同一塗装のまま「BOCHO」のロゴを入れて使用しているものがある。

## その他
- 関西国際空港が主催する定期観光バス「わくわく関空見学プラン」を運行している。
- かつては展望見学ホールへの無料送迎バスをエアロプラザから運行していたが、現在は南海バスが一般定期バスとして運行している。